# Becample de Grauer
El becample de Grauer (Pseudocalyptomena graueri) és una espècie d'ocell de la família dels eurilaimids (Eurylaimidae) i única espècie del gènere Pseudocalyptomena (Rothschild, 1909) i de la subfamília Pseudocalyptomeninae. Habita boscos de l'est de la República Democràtica del Congo i sud-oest d'Uganda.